# Dave Edmunds

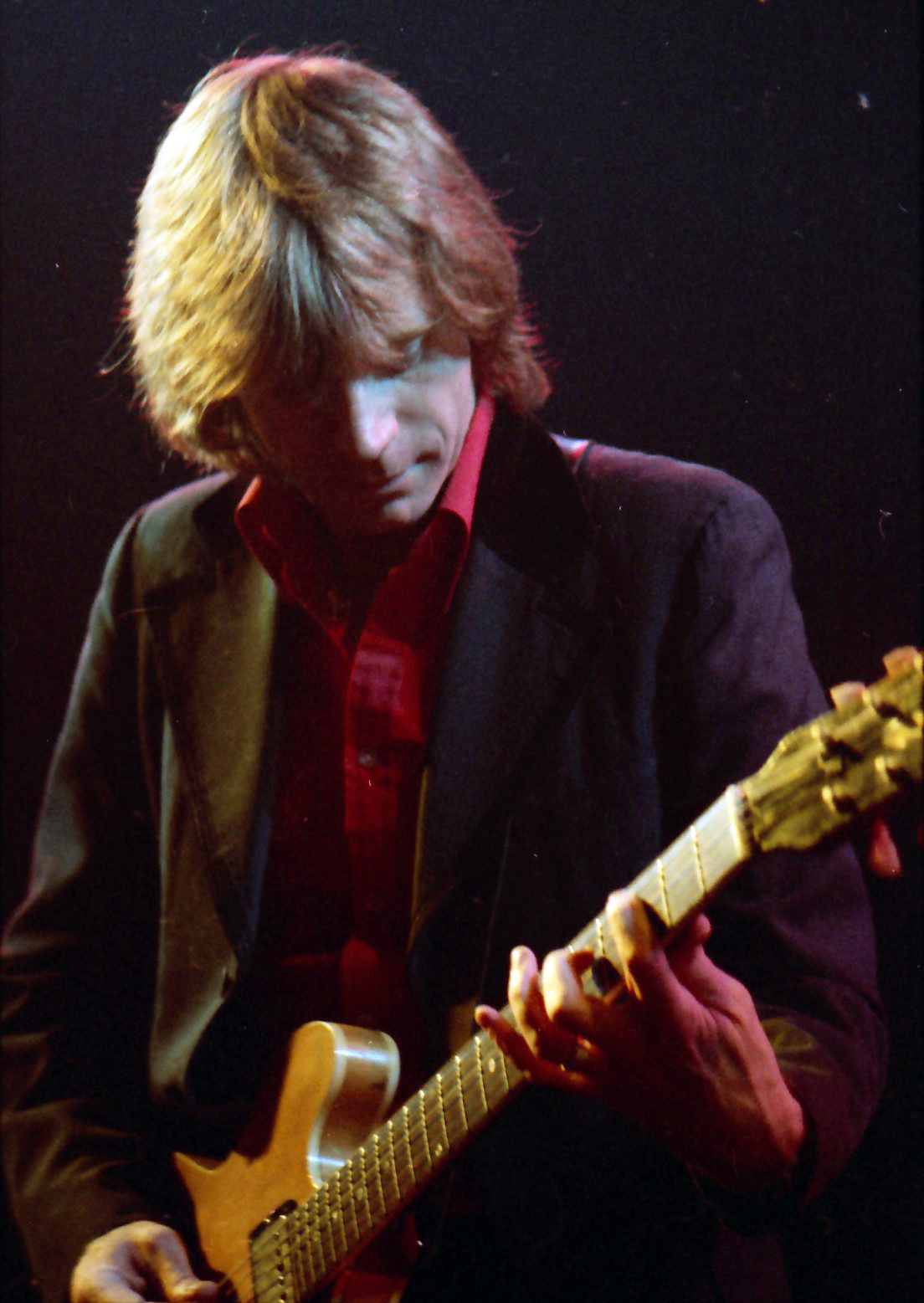
Dave Edmunds (1980)

Dave Edmunds (* 15. April 1944 in Cardiff, Wales) ist ein walisischer Gitarrist und Sänger.

## Leben
Dave Edmunds wurde Mitte der 1960er Jahre als Frontmann der Gruppe Love Sculpture bekannt. Die Gruppe spielte Blues, aber auch Stücke „klassischer“ Komponisten wie Aram Chatschaturjans Säbeltanz oder Georges Bizets Farandole. Es war Shakin’ Stevens & the Sunsets’ damaliger Manager Paul Barrett, der Edmunds den Rock’n’Roll nahebrachte. 1969 begann er Soloplatten aufzunehmen, auf denen er oft die meisten Instrumente selbst spielte. Er hatte großen Erfolg mit der Neuauflage altbekannter Rock-’n’-Roll-Stücke.
Mit I Hear You Knockin’ landete er 1970 einen Nr.-1-Hit in den britischen Charts. Weitere Hits folgten. Er ahmte mit diesen Stücken den Sound der 1950er und 1960er Jahre im Stil von Phil Spector oder den Everly Brothers nach. 1974 spielte er in dem Film Stardust mit. Gegen Ende der 1970er Jahre spielte er zusammen mit dem Bassisten Nick Lowe von Brinsley Schwarz in der Gruppe Rockpile. Rockpile war hauptsächlich eine Live-Band. Die Musiker nahmen weiterhin Solo-Platten auf. Auch nach dem Ende von Rockpile 1981 setzte Dave Edmunds seine Solokarriere fort. Eine Zeit lang wurden seine Platten von Jeff Lynne produziert, was seinem Sound eine neue Wendung gab. Später trat er wieder mit Nick Lowe auf.
1980 entdeckte Dave Edmunds in London die Stray Cats und produzierte deren erstes Album (Stray Cats, 1981). Er verhalf diesen drei Teenagern aus Massapequa, Long Island, zu ihrem unverkennbaren Sound und gilt als maßgeblich mitverantwortlich für ihren Erfolg. 1981 produzierte er dann das Debütalbum Polecats are Go! der Neo-Rockabilly-Band Polecats (USA).
Dave Edmunds arbeitete auch als Produzent für andere Musiker und Gruppen, unter anderem auch für Shakin’ Stevens (1970 und 1985), Brinsley Schwarz und das Comeback der Everly Brothers.
Am 21. Oktober 1985 hatte Edmunds die musikalische Leitung bei dem Fernsehspecial Blue Suede Shoes: A Rockabilly Session von Carl Perkins, er trat hier neben Künstlern wie Eric Clapton, Rosanne Cash und Ringo Starr auf.
Seit Mitte der 1990er Jahre ist Dave Edmunds als Musiker nicht mehr stark in Erscheinung getreten, tritt jedoch immer wieder auf Festivals in Großbritannien auf und war Special Guest bei einer Reihe von Konzerten – u. a. Carl Perkins’ 65. Geburtstag Mitte der 1990er Jahre.

## Diskografie

### Alben
| Jahr | Titel                                | Höchstplatzierung, Gesamtwochen, AuszeichnungChartplatzierungen (Jahr, Titel, Platzierungen, Wochen, Auszeichnungen, Anmerkungen) | Höchstplatzierung, Gesamtwochen, AuszeichnungChartplatzierungen (Jahr, Titel, Platzierungen, Wochen, Auszeichnungen, Anmerkungen) | Höchstplatzierung, Gesamtwochen, AuszeichnungChartplatzierungen (Jahr, Titel, Platzierungen, Wochen, Auszeichnungen, Anmerkungen) | Höchstplatzierung, Gesamtwochen, AuszeichnungChartplatzierungen (Jahr, Titel, Platzierungen, Wochen, Auszeichnungen, Anmerkungen) | Höchstplatzierung, Gesamtwochen, AuszeichnungChartplatzierungen (Jahr, Titel, Platzierungen, Wochen, Auszeichnungen, Anmerkungen) | Anmerkungen                                                        |
| Jahr | Titel                                | DE | AT | CH | UK | US | Anmerkungen                                                        |
| ---- | ------------------------------------ | --- | --- | --- | --- | --- | ------------------------------------------------------------------ |
| 1979 | Repeat When Necessary                | — | — | — | UK39 Silber · (12 Wo.)UK | US54 (15 Wo.)US | Erstveröffentlichung: 11. Juni 1979                                |
| 1981 | Twangin …                            | — | — | — | UK37 (4 Wo.)UK | US48 (14 Wo.)US | Erstveröffentlichung: 6. April 1981                                |
| 1982 | The Best of Dave Edmunds             | — | — | — | — | US163 (5 Wo.)US | Erstveröffentlichung: Dezember 1981                                |
| 1982 | D. E. 7                              | — | — | — | UK60 (3 Wo.)UK | US46 (14 Wo.)US | Erstveröffentlichung: 22. März 1982                                |
| 1983 | Information                          | — | — | — | UK92 (2 Wo.)UK | US51 (20 Wo.)US | Erstveröffentlichung: 18. April 1983                               |
| 1984 | Riff Raff                            | — | — | — | — | US140 (4 Wo.)US | Erstveröffentlichung: September 1984                               |
| 1987 | I Hear You Rockin’                   | — | — | — | — | US106 (12 Wo.)US | Erstveröffentlichung: Januar 1987 The Dave Edmunds Band, Livealbum |
| 1990 | Closer to the Flame                  | — | — | — | — | US146 (6 Wo.)US | Erstveröffentlichung: März 1990                                    |
| 2008 | The Many Sides of: The Greatest Hits | — | — | — | UK38 (2 Wo.)UK | — | Erstveröffentlichung: 22. September 2008                           |

grau schraffiert: keine Chartdaten aus diesem Jahr verfügbar

### Studioalben
- 1972: Rockpile
- 1975: Subtle as a Flying Mallet
- 1977: Get It
- 1978: Tracks on Wax 4
- 1978: College Radio Network Presents Dave Edmunds and Rockpile (mit Rockpile)
- 1979: Repeat When Necessary
- 1981: Twangin...
- 1982: D.E. 7th
- 1983: Information
- 1984: Riff Raff
- 1989: Closer to the Flame
- 1994: Plugged In
- 1999: Hand Picked Musical Fantasies
- 2014: … Again

### Livealben
- 1987: I Hear You Rockin
- 1999: King Biscuit
- 2000: A Pile of Rock Live
- 2002: C’mon Everybody
- 2008: Alive & Pickin’ at Saint Davids Hall, Cardiff
- 2014: Live at Rockpalast Loreley 1983

### Kompilationen
- 1974: The Classic Tracks 1968/1972
- 1977: Dave Edmunds, Rocker: Early Works 1968/1972
- 1980: The Dave Edmunds & Love Sculpture Single’s A’s & B’s
- 1981: The Best of Dave Edmunds
- 1986: Vol. 1 – The Love Sculpture Years
- 1986: Vol. 2 – The Original Rockpile
- 1991: The Early Edmunds
- 1992: Stadium Rock Volume 2 (mit Joe Cocker und Barclay James Harvest)
- 1993: Best of Dave Edmunds
- 1993: The Dave Edmunds Anthology (1968–90)
- 1994: Chronicles
- 1997: The Collection
- 1997: I Hear You Knocking
- 1997: Rockin’
- 2000: Sabre Dance
- 2000: Premium Gold Collection (mit Love Sculpture)
- 2004: From Small Things: The Best of Dave Edmunds
- 2005: The Best of the EMI Years
- 2008: The Many Sides of: The Greatest Hits
- 2013: Original Album Classics (5-CD-Box)

### Singles
| Jahr | Titel Album                                                 | Höchstplatzierung, Gesamtwochen, AuszeichnungChartplatzierungen (Jahr, Titel, Album, Platzierungen, Wochen, Auszeichnungen, Anmerkungen) | Höchstplatzierung, Gesamtwochen, AuszeichnungChartplatzierungen (Jahr, Titel, Album, Platzierungen, Wochen, Auszeichnungen, Anmerkungen) | Höchstplatzierung, Gesamtwochen, AuszeichnungChartplatzierungen (Jahr, Titel, Album, Platzierungen, Wochen, Auszeichnungen, Anmerkungen) | Höchstplatzierung, Gesamtwochen, AuszeichnungChartplatzierungen (Jahr, Titel, Album, Platzierungen, Wochen, Auszeichnungen, Anmerkungen) | Höchstplatzierung, Gesamtwochen, AuszeichnungChartplatzierungen (Jahr, Titel, Album, Platzierungen, Wochen, Auszeichnungen, Anmerkungen) | Anmerkungen |
| Jahr | Titel Album                                                 | DE | AT | CH | UK | US | Anmerkungen |
| ---- | ----------------------------------------------------------- | --- | --- | --- | --- | --- | --- |
| 1970 | I Hear You Knocking Rockpile                                | DE3 Gold · (18 Wo.)DE | AT4 (16 Wo.)AT | CH2 (11 Wo.)CH | UK1 (14 Wo.)UK | US4 (12 Wo.)US | Erstveröffentlichung: 9. November 1970 Autoren: Pearl King, Dave Bartholomew Verkäufe: + 500.000; Original: Smiley Lewis, 1955 |
| 1971 | I’m Comin’ Home Dave Edmunds, Rocker: Early Works 1968/1972 | — | — | — | — | US75 (4 Wo.)US | Erstveröffentlichung: April 1971 Autor: Traditional                                                                            |
| 1973 | Baby I Love You Subtle as a Flying Mallet                   | — | — | — | UK8 (13 Wo.)UK | — | Erstveröffentlichung: 8. Januar 1973 Autoren: Ellie Greenwich, Jeff Barry, Phil Spector Original: The Ronettes, 1963           |
| 1973 | Born to Be with You Subtle as a Flying Mallet               | — | — | — | UK5 (12 Wo.)UK | — | Erstveröffentlichung: 28. Mai 1973 Autor: Don Robertson Original: The Chordettes, 1955                                         |
| 1977 | I Knew the Bride Get It                                     | — | — | — | UK26 (8 Wo.)UK | — | Erstveröffentlichung: 20. Juni 1977 Autor: Nick Lowe                                                                           |
| 1979 | Girls Talk Repeat When Necessary                            | — | — | — | UK4 Silber · (11 Wo.)UK | US65 (6 Wo.)US | Erstveröffentlichung: 18. Juni 1979 Autor: Elvis Costello                                                                      |
| 1979 | Queen of Hearts Repeat When Necessary                       | — | — | — | UK11 (9 Wo.)UK | — | Erstveröffentlichung: 10. September 1979 Autor: Hank DeVito                                                                    |
| 1979 | Crawling from the Wreckage Repeat When Necessary            | — | — | — | UK59 (4 Wo.)UK | — | Erstveröffentlichung: 12. November 1979 Autor: Graham Parker                                                                   |
| 1980 | Singing the Blues Twangin …                                 | — | — | — | UK28 (8 Wo.)UK | — | Erstveröffentlichung: 28. Januar 1980 Autor: Melvin Endsley Original: Marty Robbins, 1956                                      |
| 1981 | Almost Saturday Night Twangin …                             | — | — | — | UK58 (3 Wo.)UK | US54 (8 Wo.)US | Erstveröffentlichung: 16. März 1981 Autor und Original: John Fogerty, 1975                                                     |
| 1981 | The Race Is On Twangin …                                    | — | — | — | UK34 (6 Wo.)UK | — | Erstveröffentlichung: 8. Juni 1981 mit The Stray Cats, Autor: Don Rollins Original: George Jones, 1964                         |
| 1983 | Slipping Away Information                                   | — | — | — | UK60 (5 Wo.)UK | US39 (15 Wo.)US | Erstveröffentlichung: 7. März 1983 Autor: Jeff Lynne                                                                           |
| 1985 | High School Nights Porky’s Revenge! (Soundtrack)            | — | — | — | — | US91 (2 Wo.)US | Erstveröffentlichung: April 1985 Autoren: John David, Steve Gould                                                              |
| 1990 | King of Love Closer to the Flame                            | — | — | — | UK68 (3 Wo.)UK | — | Erstveröffentlichung: 19. März 1990 Autor: Mark Johnson                                                                        |
| 1990 | Closer to the Flame                                         | DE67 (9 Wo.)DE | — | — | — | — | Erstveröffentlichung: Mai 1990 Autoren: Fontaine Brown, Ron Nagle, Scott Mathews                                               |

Weitere Singles
- 1971: Blue Monday
- 1972: Down, Down, Down
- 1974: Need a Shot of Rhythm and Blues
- 1975: I Ain’t Never
- 1976: Here Comes the Weekend
- 1976: Where or When
- 1977: Juju Man
- 1977: Little Darlin’
- 1977: Get Out of Denver
- 1978: Deborah
- 1978: Trouble Boys
- 1978: Television
- 1979: A1 on the Jukebox
- 1958: Singing the Blues
- 1980: Dave Edmunds (EP)
- 1980: Nick Lowe and Dave Edmunds Sing the Everly Brothers (mit Nick Lowe)
- 1980: Baby Ride Easy (mit Carlene Carter)
- 1982: From Small Things (Big Things One Day Come)
- 1982: The Wanderer (Live)
- 1982: Warmed Over Kisses (Left Over Love)
- 1982: Me and the Boys
- 1982: From Small Things Big Things Come
- 1982: Deep in the Heart of Texas
- 1982: Run Rudolph Run (Dave Edmunds Band)
- 1983: Information
- 1984: Something About You
- 1984: Steel Claw
- 1985: Do You Want to Dance
- 1987: The Wanderer (Dave Edmunds Band, live)
- 1987: Paralyzed (Dave Edmunds Band, live)